# Erdős-Raum
Im mathematischen Teilgebiet der Topologie ist der Erdős-Raum ein spezieller topologischer Raum, der von Paul Erdős im Jahr 1940 entdeckt wurde. Der Erdős-Raum ist definiert als ein Teilraum {\displaystyle E\subset \ell ^{2}} des Hilbertraumes der quadratsummierbaren Folgen, bestehend aus allen Folgen, deren Elemente alle rational sind.
{\displaystyle E} ist ein total unzusammenhängender, eindimensionaler topologischer Raum und homöomorph zu {\displaystyle E\times E} mit der Produkttopologie. Wird die Menge aller Homöomorphismen des euklidischen Raumes {\displaystyle \mathbb {R} ^{n}} (für {\displaystyle n\geq 2}), welche die Teilmenge {\displaystyle \mathbb {Q} ^{n}} der rationalen Vektoren invariant lassen, mit der Kompakt-Offen-Topologie ausgestattet, ist der Raum homöomorph zu {\displaystyle E}.
Der Erdős-Raum spielt auch in der komplexen Dynamik bei der Iteration der Funktion {\displaystyle f(z)=e^{z}-1} eine Rolle. Sei {\displaystyle f^{n}} die {\displaystyle n}-fache Komposition von {\displaystyle f}, dann besteht die Menge der Punkte {\displaystyle z\in \mathbb {C} } mit {\displaystyle {\text{Im}}(f^{n}(z))\to \infty } aus paarweise disjunkten und zu {\displaystyle [0,\infty )} homöomorphen Strahlen, welche also von Startpunkten {\displaystyle z\in \mathbb {C} } “in die Unendlichkeit laufen”. Die Menge dieser Startpunkte ist homöomorph zu {\displaystyle E}.